# Ausweglos (1995)
Ausweglos ist ein deutscher Fernseh-Kriminalfilm für das ZDF und arte von Sigi Rothemund aus dem Jahr 1995 mit August Zirner, Suzanne von Borsody und Robert Stadlober in den Hauptrollen.

## Handlung
Der frisch geschiedene Kriminalhauptkommissar Torsten Heincke befindet sich in einer ausweglosen Lage, denn sein 13-jähriger Sohn Kristof wurde entführt und Heincke wird von den Tätern erpresst. Er soll ihnen den Klarnamen eines Kollegen nennen, der als verdeckter V-Mann in einem internationalen Geldwäscherring tätig ist. Aus Angst um seinen Sohn beginnt er auf eigene Faust nach dem großen Unbekannten zu suchen. Als Heinckes Vorgesetzter Misstrauen schöpft, lässt er ihn observieren, wodurch die Situation außer Kontrolle gerät.

## Hintergrund
Ausweglos entstand 1995 unter dem Arbeitstitel Der Ausgleich. Produziert wurde der Film für das ZDF von der NFP Neue Film Produktion. Der im Film wie im echten Leben zum Zeitpunkt des Drehs 13-jährige Robert Stadlober gab in diesem Film sein Filmdebüt. Regisseur Sigi Rothemund besetzte ihn auch in seiner Nachfolgearbeit Nach uns die Sintflut von 1996.

## Kritik
Die Kritiker der Fernsehzeitschrift TV Spielfilm gaben dem Krimidrama Ausweglos zwei Punkte für die „Spannung“ und je einen von drei möglichen Punkten in den Kategorien „Anspruch“ und „Action“ und der Film bekam insgesamt eine mittlere Wertung. Sie resümierten: „Konventionell in der Idee, engagiert im Spiel“.